# Wilfried Boettcher
Wilfried Boettcher (ur. 11 sierpnia 1929 w Bremie, zm. 22 sierpnia 1994 w Saint-Siffret) – niemiecki wiolonczelista i dyrygent.

## Życiorys
Uczył się w Hamburgu u Arthura Troestera i w Paryżu u Pierre’a Fourniera. Od 1948 do 1950 roku był pierwszym wiolonczelistą orkiestry radiowej w Bremie. W latach 1956–1958 grał w orkiestrze opery w Hanowerze. W latach 1958–1965 wykładał w Konserwatorium Wiedeńskim. W 1959 roku założył orkiestrę kameralną Die Wiener Solisten, z którą koncertował i dokonał wielu nagrań płytowych, w 1964 roku wystąpił z nią na festiwalu w Salzburgu. W latach 1965–1974 był wykładowcą hamburskiej Hochschule für Musik. Od 1967 do 1971 roku pełnił funkcję dyrygenta Symphoniker Hamburg. W latach 1974–1978 gościnnie dyrygował orkiestrą RAI w Turynie. Gościnnie dyrygował w Deutsche Oper Berlin (1975–1982) i Operze Wiedeńskiej (1977–1982).
Zasłynął jako interpretator dzieł W.A. Mozarta.